# Cephalodella conjuncta
Cephalodella conjuncta är en hjuldjursart som beskrevs av Myers 1940. Cephalodella conjuncta ingår i släktet Cephalodella och familjen Notommatidae. Inga underarter finns listade i Catalogue of Life.